# メタボリズム
メタボリズムは、1959年に黒川紀章や菊竹清訓ら日本の若手建築家・都市計画家グループが開始した建築運動。新陳代謝（メタボリズム）からグループの名をとり、社会の変化や人口の成長に合わせて有機的に成長する都市や建築を提案した。

## 概要
彼らの構想した将来の都市は、高度経済成長という当時の日本の人口増加圧力と都市の急速な更新、膨張に応えるものであった。
彼らは、従来の固定した形態や機能を支える「機械の原理」はもはや有効的でないと考え、空間や機能が変化する「生命の原理」が将来の社会や文化を支えると信じた。黒川紀章や菊竹清訓らの都市・建築計画では、無数の生活用ユニットが高い塔や海上シリンダーなどの巨大構造物に差し込まれており、古い細胞が新しい細胞に入れ替わるように、古くなったり機能が合わなくなったりした部屋などのユニットをまるごと新しいユニットと取り替えることで、社会の成長や変化に対応しこれを促進することが構想された。同様のコンセプトであるスケルトン・インフィル住宅は外装はそのままで、古くなったり機能が合わなくなった内装のみを交換する手法はメタボリズムとは呼ばれない。
都市規模の巨大構造体（メガストラクチャー）を志向しがちなメタボリズム・グループの作品は、しばしば技術官僚的と評された。
メタボリズム・グループの起源は、1950年代の終わり頃にある。モダニズム建築を主導してきたCIAM（Congrès International d'Architecture Moderne・シアム・近代建築国際会議）が1956年を最後に開かれなくなり1959年に終焉した頃、CIAMの若手メンバーらによる新しいグループ・チーム・Xが台頭し、世界の若い建築家らに影響を与えた。日本の若手建築家達も彼らと交流し、その影響を受けた。
1960年に、日本で世界デザイン会議 (World Design Conference) が開かれる予定になっていたが、この会議のプランニングに関わった建築家達（浅田孝、菊竹清訓、黒川紀章、大高正人、栄久庵憲司、槇文彦）と建築評論家の川添登は、建築の将来について話し合うグループを結成した。世界デザイン会議において、彼らは最初の宣言である『METABOLISM/1960 - 都市への提案』を発表し、「海上都市」「塔状都市」「新宿ターミナル再開発計画」など成長し、新陳代謝する巨大都市のアイデアを披露した。彼らのアイデアは、将来の社会を具体的に提案しようとしたもので、建築のみならず哲学など広く近代文明にも言及するものだった。
これら巨大都市計画は実現しなかったが、個々のメンバーは建築にその思想を適用していった。黒川紀章の中銀カプセルタワービル（1972年）は、その一例である。
1970年の大阪万博では彼らは会場計画・建築計画に共同で携わった。大阪万博を最後に、彼らの活動は分岐していった。
結局、彼らが設計した建築物はいずれもコンセプト通りに修理されることなく、老朽化のためその多くが解体された。

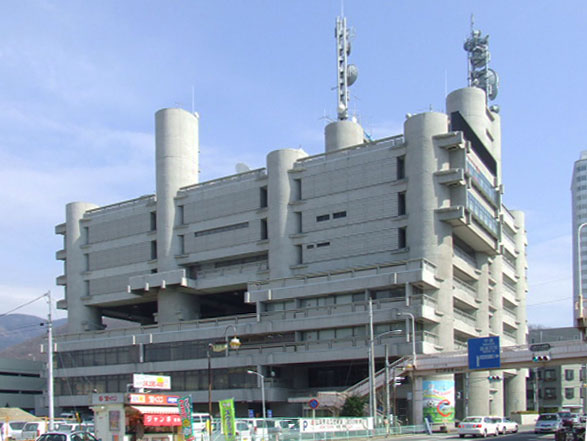
山梨文化会館、丹下健三
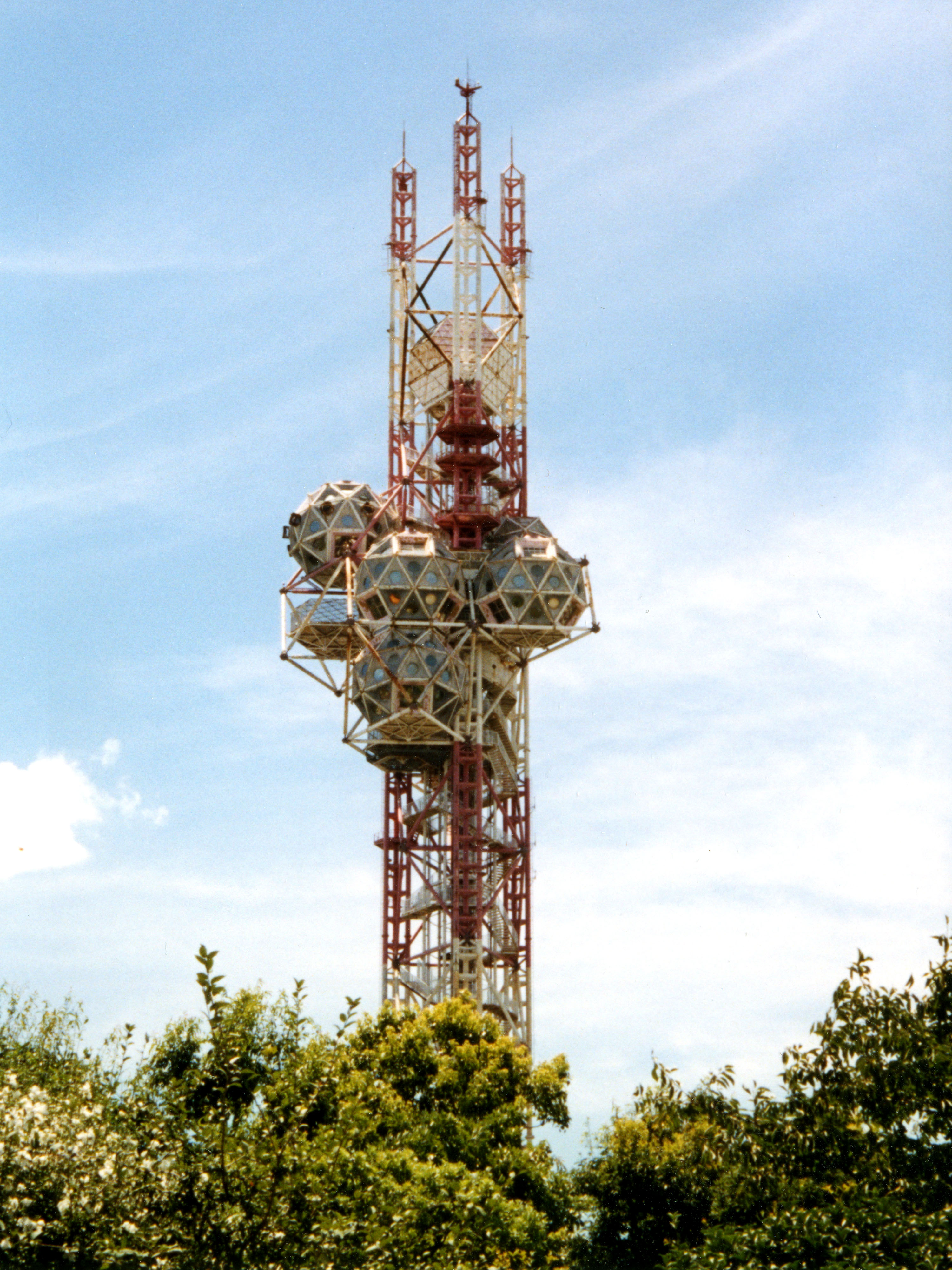
エキスポタワー（2003年解体）、 菊竹清訓
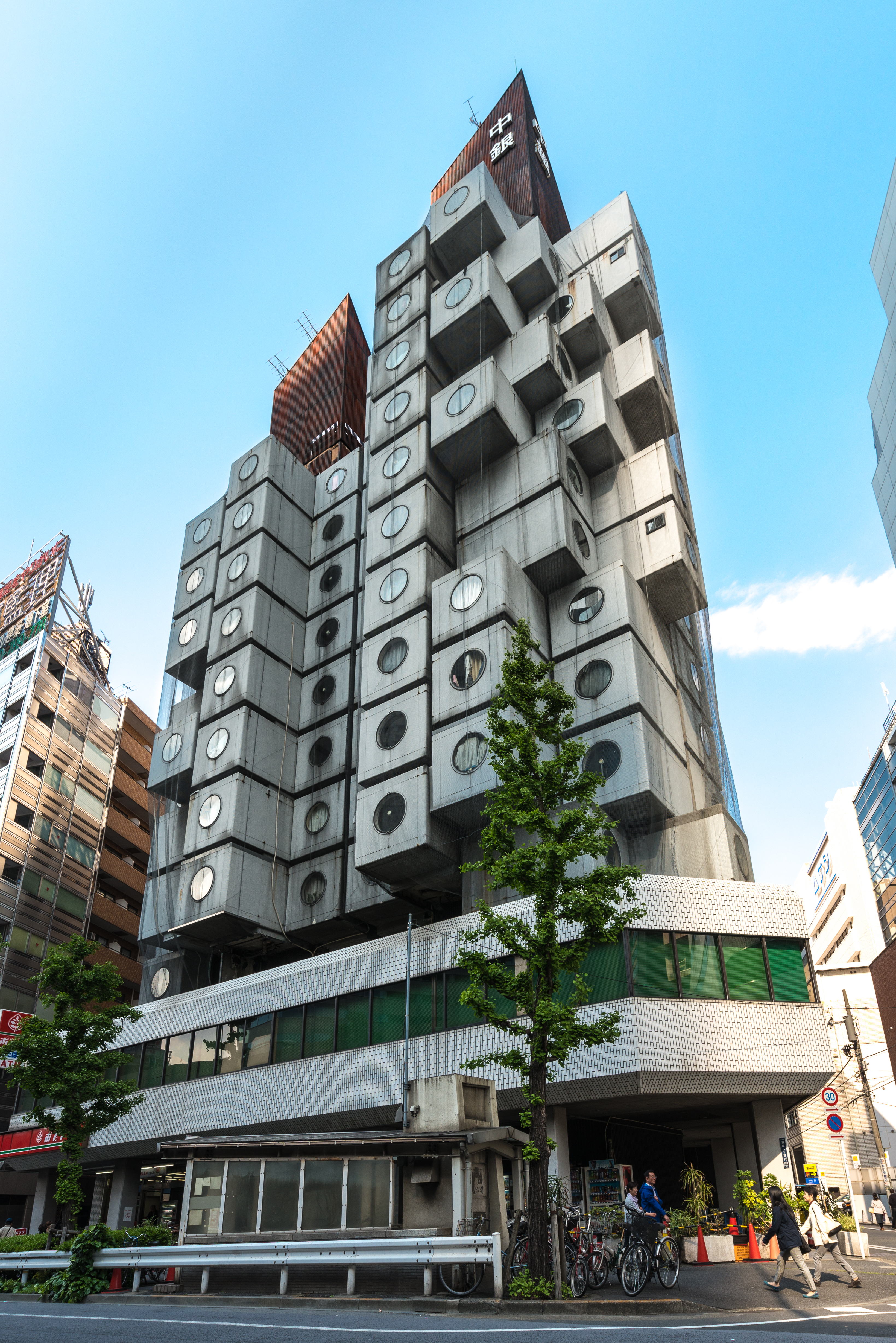
中銀カプセルタワービル（2022年解体）、 黒川紀章
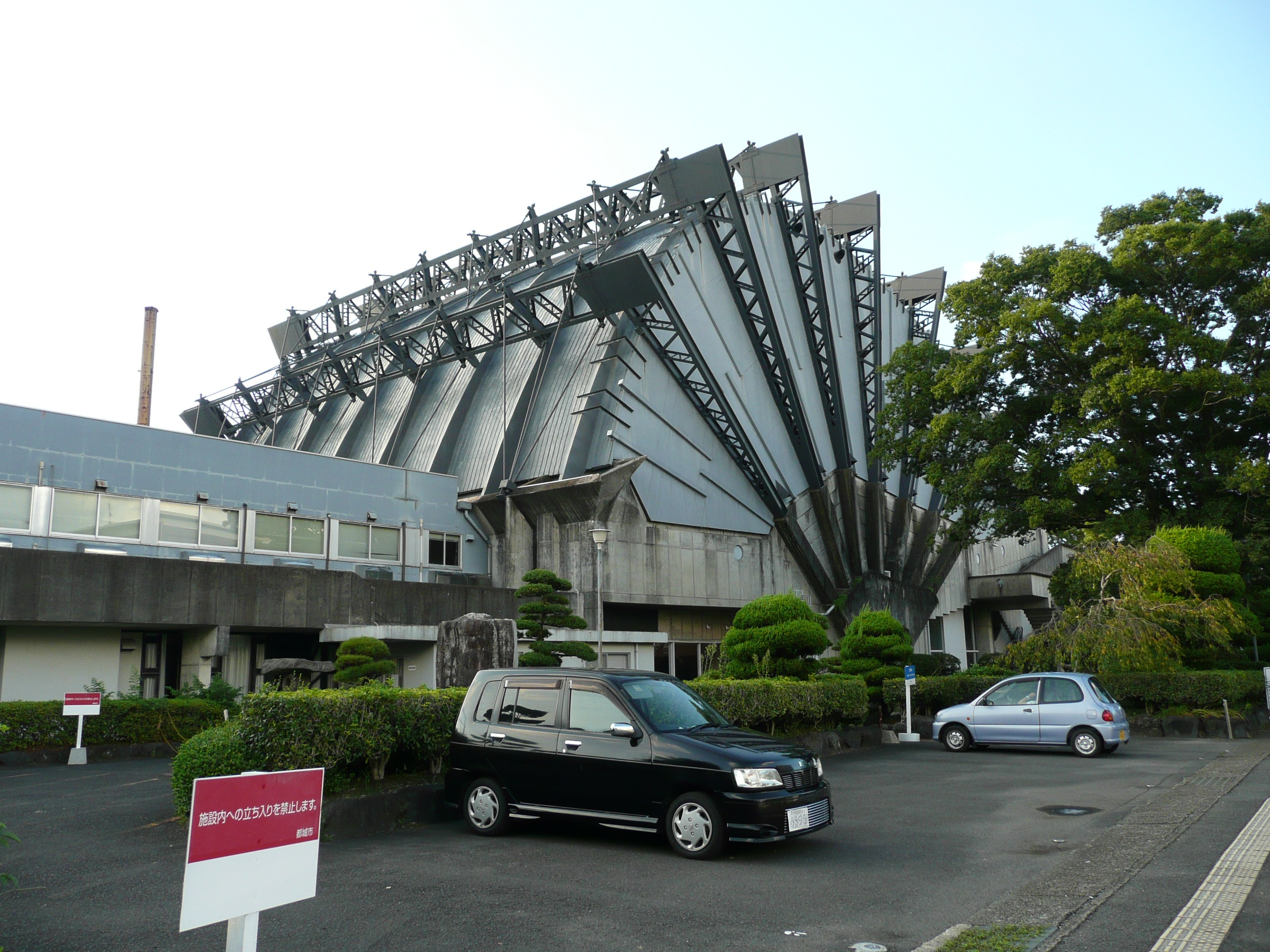
都城市民会館（2020年解体）、 菊竹清訓
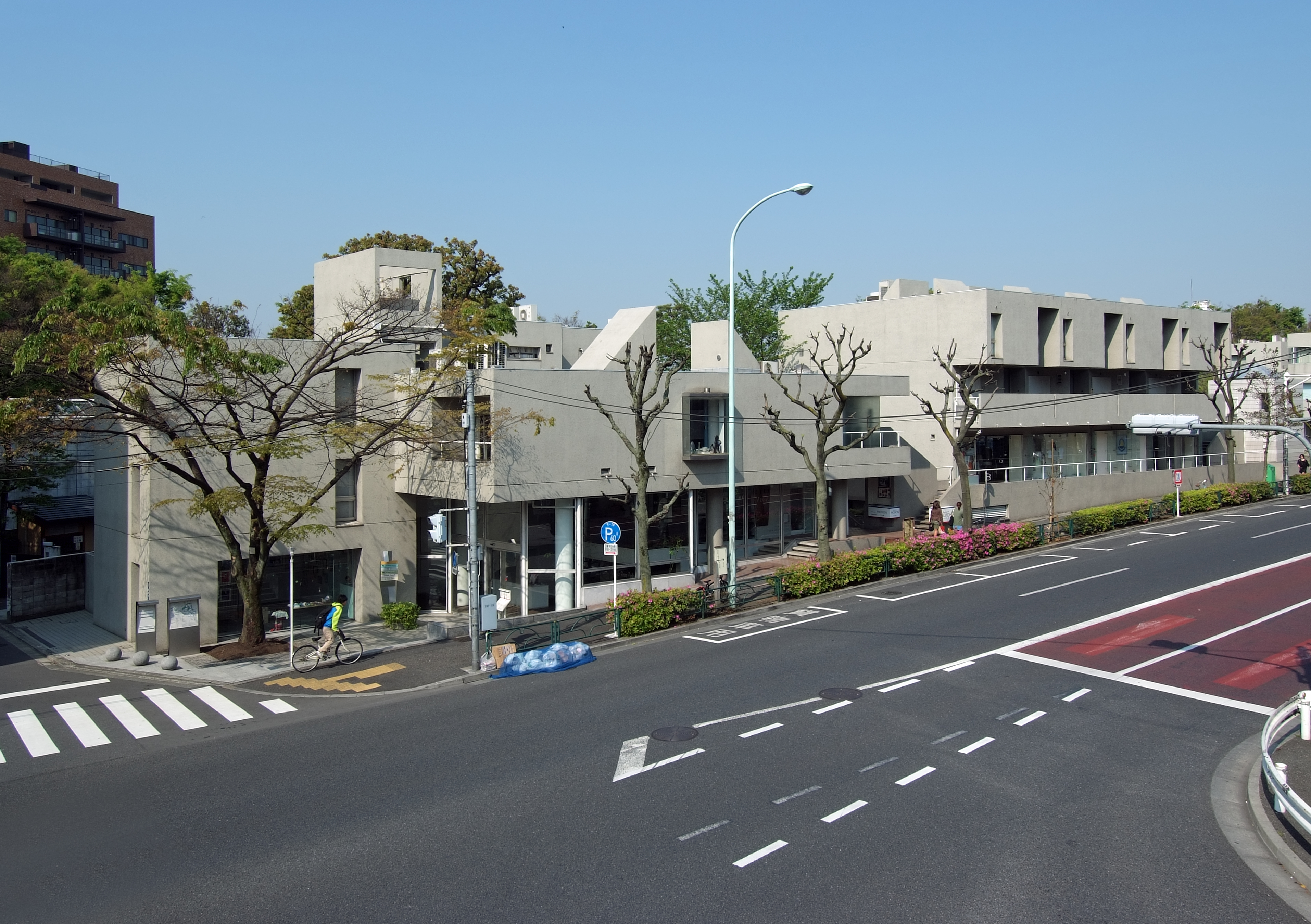
ヒルサイドテラスA・B館、槇文彦